# Lachman
Lachman är en udde i Antarktis. Den ligger i Västantarktis. Argentina, Chile och Storbritannien gör anspråk på området.
Terrängen inåt land är lite kuperad. Havet är nära Lachman åt nordost. Trakten är glest befolkad. Närmaste befolkade plats är Mendel Polar Station, 4,8 kilometer sydväst om Lachman. 